# Système de retraite en Inde
Il existe trois piliers majeurs au système de retraite indien : l'aide sociale solidaire appelée Programme national d'aide sociale (NSAP) pour les personnes âgées pauvres, la pension des fonctionnaires (désormais ouverte à tous) et les programmes de retraite à cotisations définies obligatoires gérés par l' Organisation du fonds de prévoyance des employés de l'Inde pour les employés du secteur privé et les employés des entreprises publiques, ainsi que plusieurs plans volontaires. L'âge actuel de la retraite est de 60 ans pour les fonctionnaires et de 65 ans pour les salariés du secteur privé.
Le système de retraite indien constitue un élément majeur de la sécurité sociale en Inde.

## Retraite minimale non contributive
Le Régime national d'aide sociale est un filet de sécurité sociale limité destiné aux personnes âgées, pauvres et handicapées vivant sous le seuil de pauvreté officiel. Il s'agit d'une retraite non contributive, introduite en 1995. Elle s'adresse aux personnes âgées de 60 à 65 ans qui n'ont pas exercé d'activité rémunérée pour des raisons de santé ou parce qu'elles étaient aidantes. Pour être éligible, il faut être âgé de plus de 60 ans et en dessous du seuil de pauvreté. Il est financé par l'impôt général.

## Système national de retraite pour fonctionnaires
Les fonctionnaires entrés en service avant 2004 ont droit au Régime de retraite de la fonction publique et à la Caisse générale de prévoyance. Ces deux régimes ont été créés respectivement en 1972 et 1981. Il s'agissait d'un système à prestations définies auquel les employés ne contribuaient pas et dont la retraite était financée par le budget général de l'État. Pour avoir droit à une retraite, il fallait avoir au moins dix ans de service et l'âge de la retraite était de 58 ans. Le retraité percevait une pension mensuelle égale à 50 % de son dernier salaire. En raison de la lourde charge financière que ce système faisait peser sur les finances publiques, il a été supprimé pour les nouveaux fonctionnaires à partir de 2004 et remplacé par le système de retraite unifié. Le système de retraite unifié est un système de retraite pour les fonctionnaires en Inde, qui remplace l'ancien régime de retraite à prestations définies et non capitalisé. Dans le système de retraite unifié, un fonctionnaire cotise 10 % de son salaire tandis que le gouvernement cotise 18 % chaque mois en son nom. Après la retraite, le fonctionnaire perçoit 50 % de son salaire de base correspondant à la moyenne des 12 derniers mois précédant la retraite. La pension est indexée sur l'inflation et augmente chaque année.

## Caisse de prévoyance et régime de retraite obligatoires de l'État
Ce régime obligatoire fait partie du Système de sécurité sociale en Inde et couvre tous les salariés du secteur privé et des entreprises publiques. Il est géré par l'organisme de sécurité sociale, l'Organisation de la Caisse de prévoyance des employés (EPFO). Dans ce système, le salarié cotise à hauteur de 10 à 12 % de son salaire mensuel, son employeur verse un montant équivalent, soit une cotisation totale de 20 à 24 % du salaire brut du salarié, tandis que l'État verse 1,16 % supplémentaire, soit un total de 25,16 % du salaire brut du salarié. Les cotisations sont destinées à la caisse de prévoyance obligatoire, au régime de retraite obligatoire et à un régime obligatoire d'assurance invalidité et vie. Le fonds de pension bénéficie d'une garantie souveraine et est considéré comme un investissement extrêmement sûr. Le rendement annuel est fixé par le gouvernement et se situe généralement entre 8 % et 9 %. En 2025, le taux d'intérêt annuel est fixé à 8,21 %. Le salarié retire le capital versé à la caisse de prévoyance, ainsi que les intérêts accumulés, lorsqu'il atteint l'âge légal de la retraite. En cas de décès ou d'invalidité permanente pendant le travail, la personne à charge reçoit une pension mensuelle tout au long de sa vie. La plupart des employés retraités achètent une rente viagère ou un plan de retraite avec le montant forfaitaire auprès des banques publiques ou des compagnies d'assurance, ce qui leur fournit un montant de pension mensuel proche de 50 % de leur dernier salaire à vie.

## Régimes volontaires
Le gouvernement indien a lancé le Pradhan Mantri Shram Yogi Maan-Dhan (PMSYM) en février 2019 afin de garantir une retraite garantie de $150 par mois aux travailleurs indépendants. Plusieurs entreprises privées proposent également des régimes de retraite privés à leurs employés, sur une base volontaire.